# Estación de San Rafael (Chihuahua)
San Rafael es una estación de trenes que se encuentra en San Rafael, Chihuahua.

## Historia
En 1940, el gobierno de la República adquirió los derechos del Kansas City, México y Orient Railway y el 27 de mayo de 1952 tomó posesión de la línea explotada por el Ferrocarril del Noroeste de México, el cual fue integrando en 1955 al Ferrocarril de Chihuahua al Pacífico, que al concluir en 1961 las obras entre San Pedro y Miñaca comunicaron por vía férrea a Ciudad Juárez, Ojinaga y la Ciudad de Chihuahua con Topolobampo, en la costa del Pacífico.